# Felix Limo

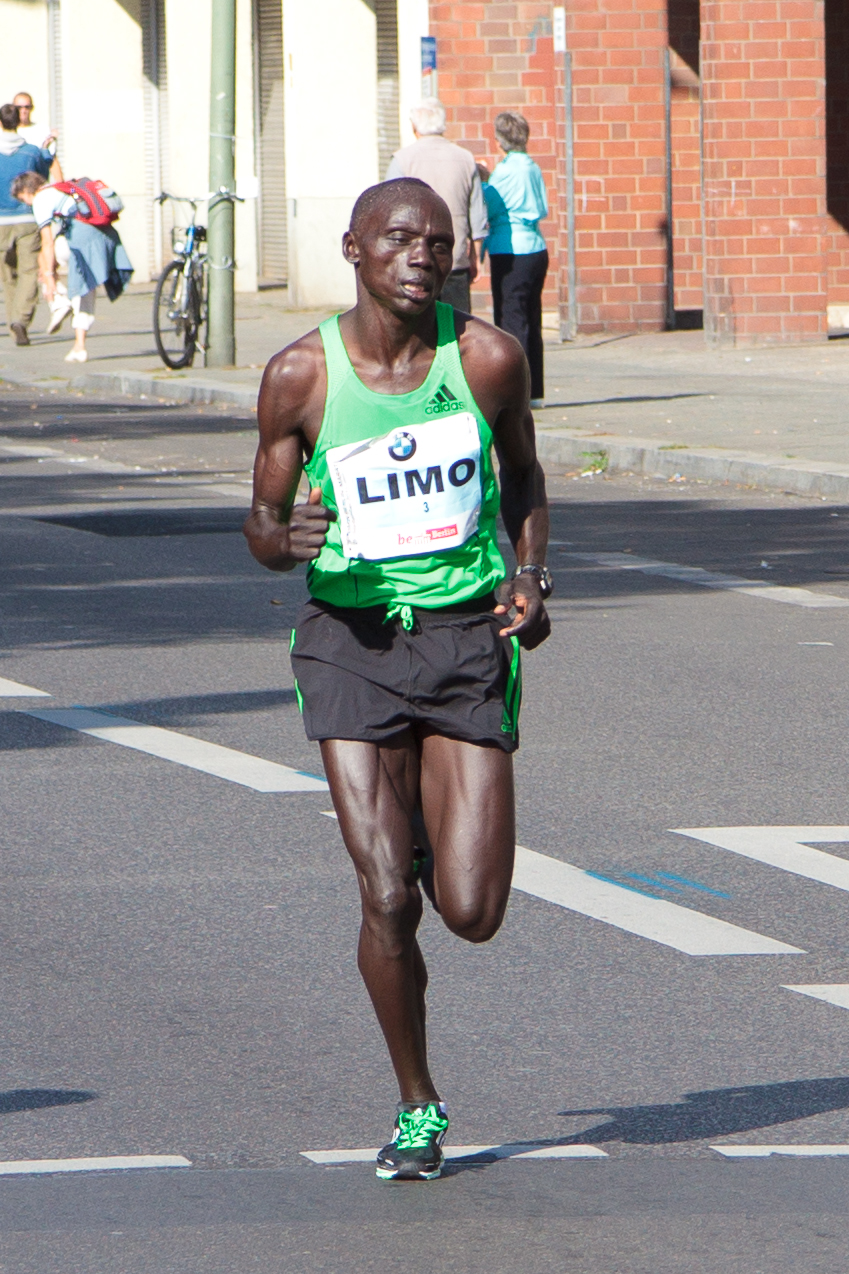
Felix Limo beim Berlin-Marathon 2011

Felix Limo (* 22. August 1980) ist ein ehemaliger kenianischer Langstreckenläufer und Weltrekordhalter im Straßenlauf über 15 km. 

## Werdegang
2000 überraschte er die Läuferwelt, als er bei einem 10.000-Meter-Lauf in Brüssel mit einer Zeit von 27:04,54 min nur knapp von Paul Tergat geschlagen wurde. Am 11. November 2001 stellte er bei einem Rennen in Nijmegen mit 41:29 min den damaligen Weltrekord im 15-km-Straßenlauf auf.
2003 wurde er Zweiter beim Amsterdam-Marathon in 2:06:42 h. Im Jahr darauf siegte er beim Rotterdam-Marathon in 2:06:14 h. Diese Zeit, die trotz starker Windböen erzielt wurde, war Weltjahresbestzeit 2004 und wurde als Streckenrekord 2008 von William Kipsang gebrochen. Limo belegt mit dieser Zeit den elften Platz in der Ewigen Weltbestenliste (Stand: 15. April 2008). Im Herbst folgte ein Sieg beim Berlin-Marathon in 2:06:44 h.
2005 wurde er Dritter beim Rotterdam-Marathon und gewann den Chicago-Marathon in 2:07:02. 2006 siegte er beim London-Marathons in 2:06:39 h, 2007 musste er sich ebendort als Dritter in 2:07:47 h knapp Martin Kiptoo Lel, auf den er im Vorjahr zwei Sekunden Vorsprung hatte, und Abderrahim Goumri geschlagen geben. Anfang 2013 beendete er seine Sportkarriere.